# 41 Comae Berenices
41 Comae Berenices (41 Com) es una estrella en la constelación de Cabellera de Berenice.
De magnitud aparente +4,80, es el octavo astro más brillante en su constelación.
Se encuentra a 331 años luz del sistema solar, siendo el error en dicha medida de un 2,2%.

## Características
41 Comae Berenices es una gigante naranja de tipo espectral K5III con una temperatura efectiva de 3998 ± 11 K.
316 veces más luminosa que el Sol, su luminosidad es un 40% superior a la de Arturo (α Bootis).
Modelos teóricos le otorgan un radio 36 veces más grande que el radio solar, en concordancia con el tamaño de 33,4 radios solares derivado a partir de su diámetro angular —3,06 milisegundos de arco—.
Al igual que otras gigantes, gira lentamente sobre sí misma con una velocidad de rotación proyectada de 1,8 km/s.
No existe consenso en cuanto al contenido metálico de 41 Comae Berenices.
Un primer estudio la consideraba una estrella pobre en metales, pero un trabajo más reciente le asigna una metalicidad comparable a la solar ([Fe/H] = -0,05).